# Alveringem

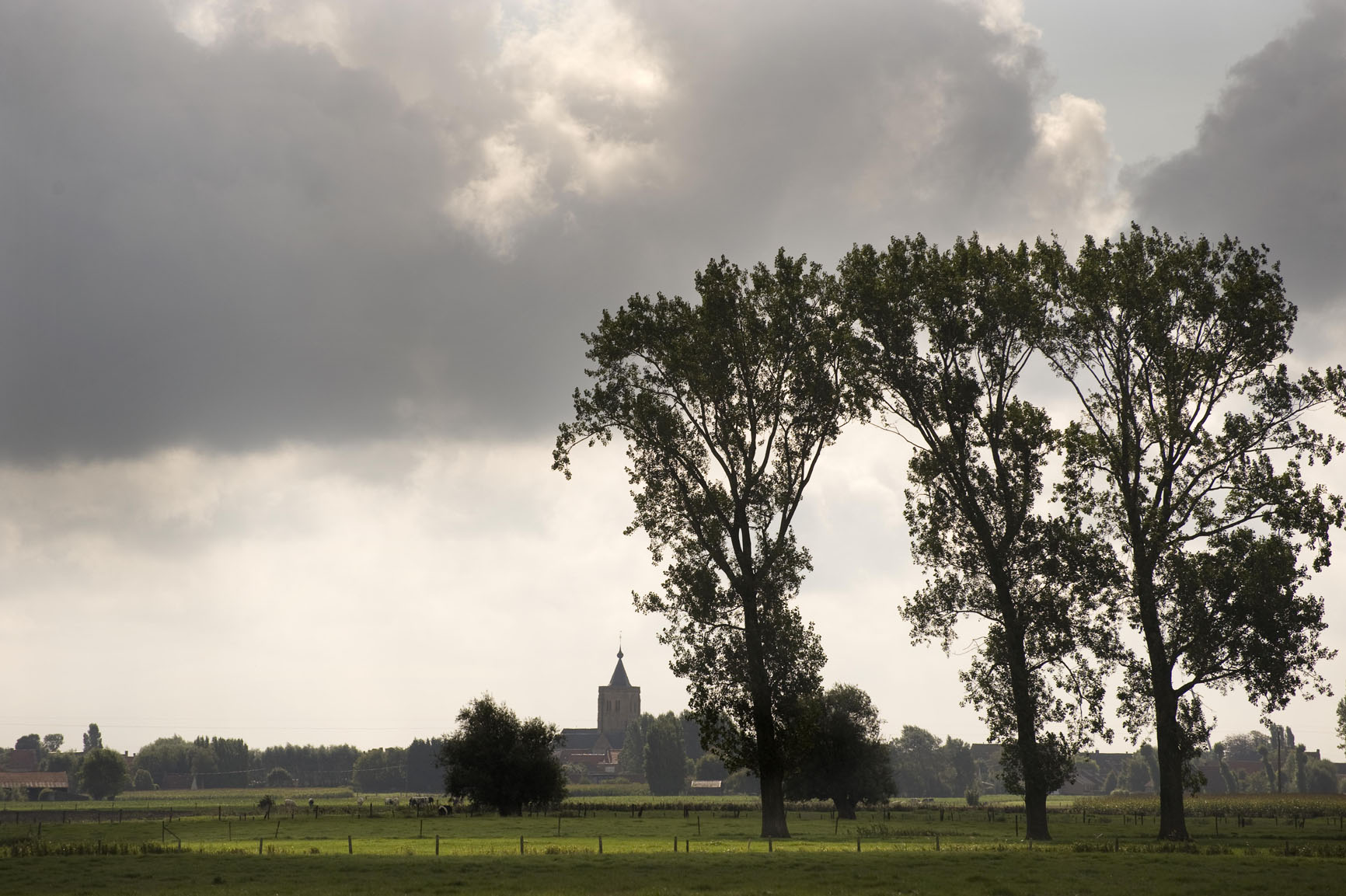
Alveringem gezien vanuit Oeren.

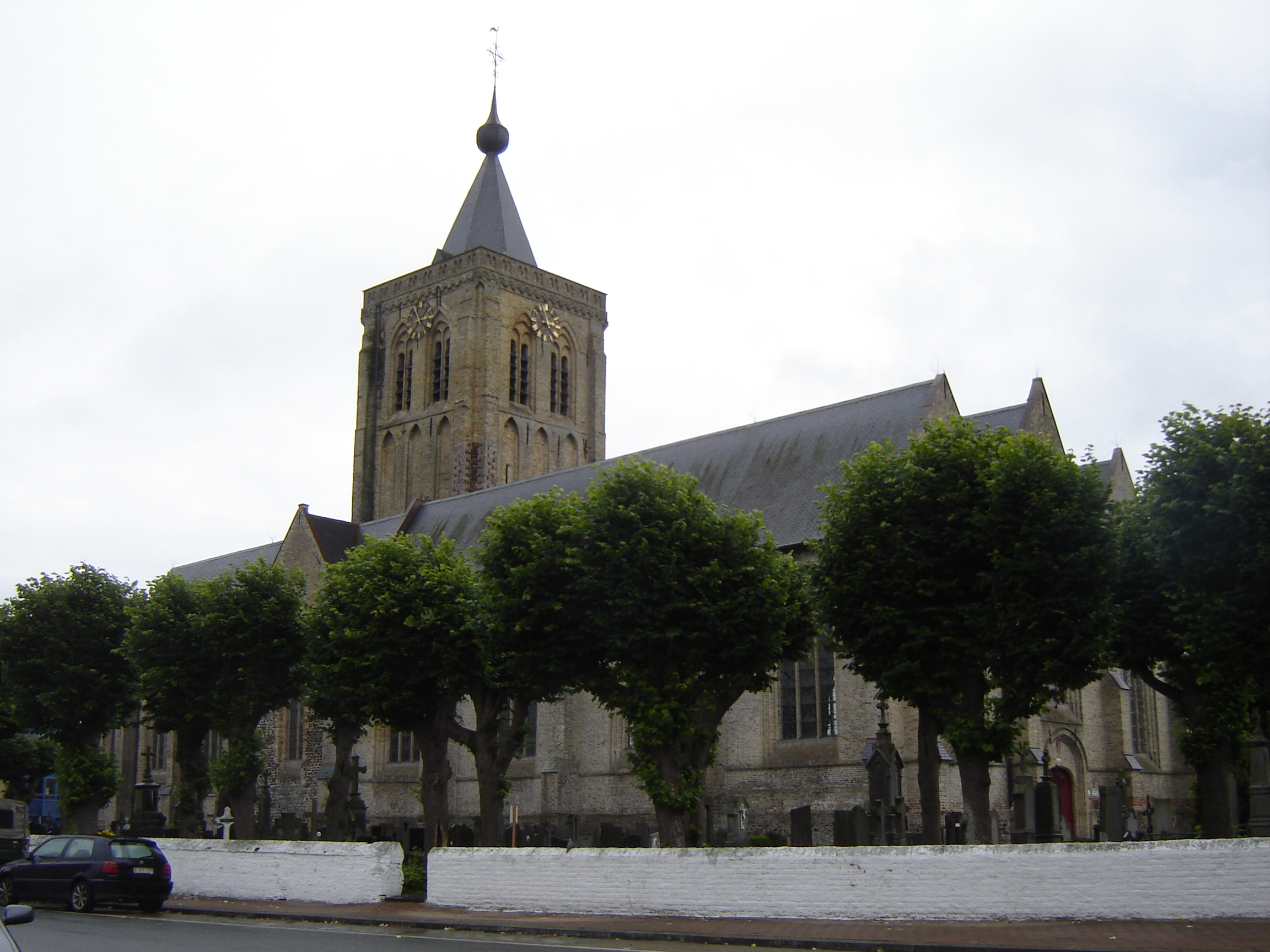
Sint-Audomaruskerk

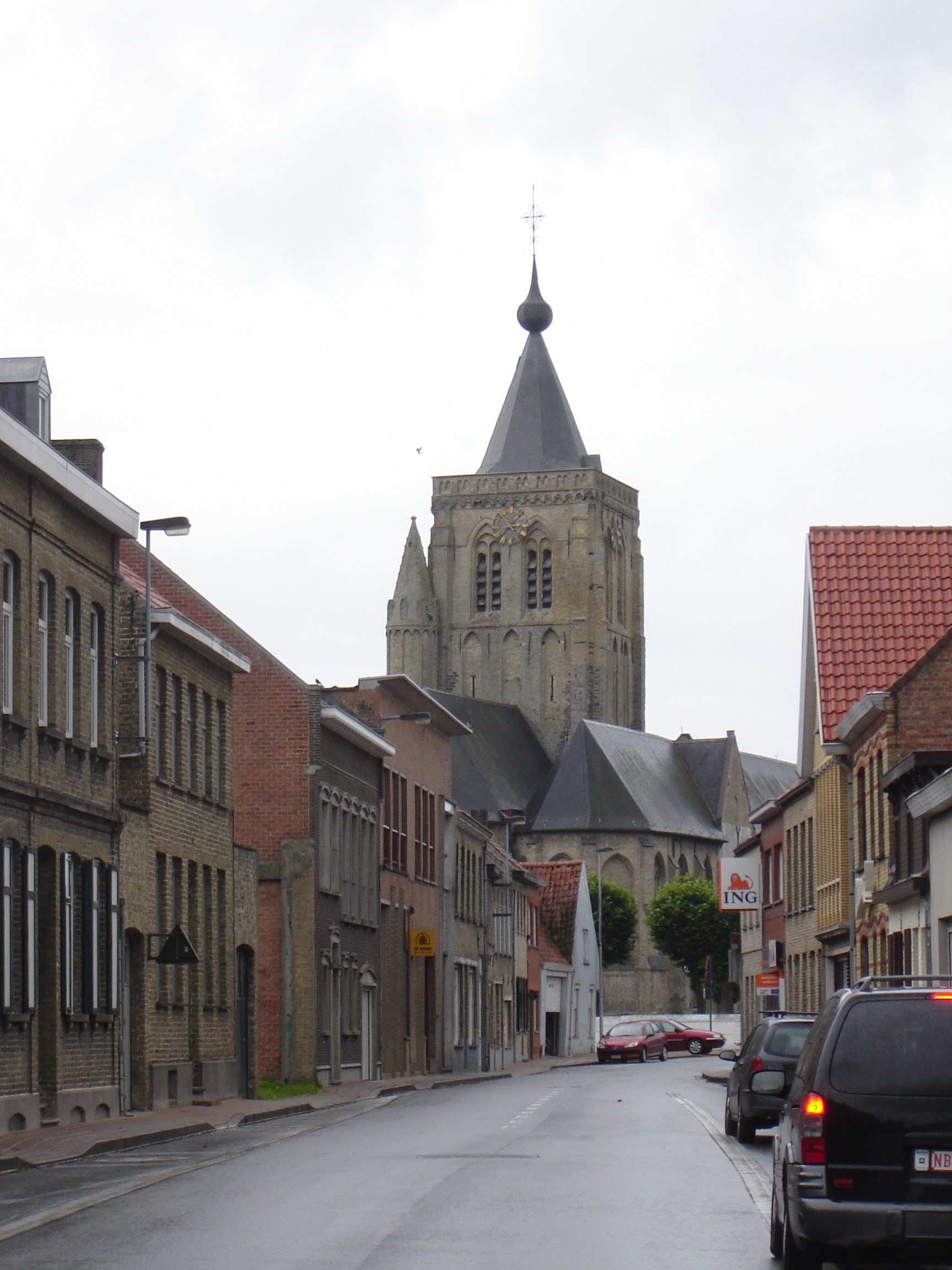
Nieuwstraat en parochiekerk

Alveringem ([ˈɑlvərɪŋ(ɣ)ɛm] uitspraakⓘ) is een Belgische plaats en gemeente in de Westhoek in de Belgische provincie West-Vlaanderen, gelegen in een rustige plattelandsomgeving, tussen Veurne en Poperinge. De gemeente telt ongeveer 5.000 inwoners, die Alveringemnaars worden genoemd. Door het zuiden van de fusiegemeente stroomt de IJzer; door Alveringem-centrum loopt de Lovaart.

## Geschiedenis
De omgeving van Alveringem werd reeds bezocht door de Romeinen, en in de 5e eeuw werd deze bewoond door de Franken. In de 7e eeuw zouden er zich Saksen gevestigd hebben en ene Adolfried zou aan de Heilige Audomarus zijn goed hebben geschonken. Zo kwam het bezit uiteindelijk aan de Abdij van Sint-Bertinus te Sint-Omaars en ontstond de heerlijkheid het Vrije van Sint-Omaars, een heerlijkheid die afhankelijk was van het kapittel van Sint-Omaars. De eerste vermelding van Alveringem stamt uit 1066. In 1604 verkocht het kapittel een groot deel van de heerlijke rechten aan de kasselrij Veurne.
Begin 14de eeuw vochten vele bewoners van Alveringem in het leger van Nicolaas Zannekin tegen de Franse koning en de Graaf van Vlaanderen. Deze opstand eindigde door de Slag bij Kassel van 1328, waarbij de opstandelingen werden verslagen.
De notabele Jacob Donche (sr.), vader van Jacob Donche (jr.), werd circa 1400 in Alveringem geboren en werd in 1446 in de Alveringemse kerk begraven.
De opstanden van de burgers van Veurne maakten dat de notabelen zich op Alveringem terugtrokken, waar vele principaele huysen te vinden waren, waar edellieden woonden of die afhankelijk waren van de Sint-Niklaasabdij te Veurne.

### Tweede wereldoorlog
De gemeente werd op 23 mei 1940 bezet door het Duitse leger en bevrijd op 7 september 1944. In de speciale Nacht und Nebel concentratiekampen werd minstens één weerstander uit de gemeente ter dood gebracht door onthoofding.

## Kernen
De gemeente Alveringem is een dunbevolkte gemeente waarvan de bevolking de laatste decennia nog terugloopt. Op het uitgestrekte grondgebied bevinden zich negen deelgemeenten, alle landelijke dorpen. De grootste deelgemeente is Alveringem zelf, de hoofdgemeente, dat in het noordoosten van de gemeente ligt. In 1971 werden bij gemeentelijke fusies de dorpjes Hoogstade, Oeren en Sint-Rijkers aan Alveringem toegevoegd. In 1977 kwamen er ook de toenmalige gemeentes Leisele en Stavele bij. Tot Leisele behoorden sinds 1971 ook de dorpjes Gijverinkhove en Izenberge; aan Stavele was dat jaar ook Beveren-aan-de-IJzer gehecht. De nieuwe fusiegemeente telde sinds 1977 zo negen landelijke deelgemeentes. Net ten oosten van de dorpskern van Alveringem ligt het gehucht Fortem aan de Lovaart.
| # | Naam                | Opp. (km²) | Inwoners (2020) | Inwoners per km² | NIS-code |
| - | ------------------- | ---------- | --------------- | ---------------- | -------- |
| 1 | Alveringem (I)      | 18,98      | 1 792*          | 70               | 38002A   |
| 2 | Sint-Rijkers (III)  | 3,72       | -               | -                | 38002A   |
| 3 | Oeren (II)          | 2,93       | -               | -                | 38002A   |
| 4 | Hoogstade (VI)      | 5,78       | 363             | 63               | 38002B   |
| 5 | Leisele (V)         | 15,44      | 807             | 52               | 38002C   |
| 6 | Izenberge (IV)      | 4,59       | 389             | 85               | 38002D   |
| 7 | Gijverinkhove (VII) | 4,10       | 314             | 77               | 38002E   |
| 8 | Stavele (IX)        | 12,78      | 611             | 48               | 38002F   |
| 9 | Beveren (VIII)      | 12,39      | 716             | 58               | 38002G   |

- Inwoners Alveringem: inclusief Sint-Rijkers en Oeren

De gemeente Alveringem grenst door zijn landelijke uitgestrektheid aan een groot aantal kleine dorpjes:
| - a. Houtem (stad Veurne) - b. Vinkem (stad Veurne) - c. Wulveringem (stad Veurne) - d. Eggewaartskapelle (stad Veurne) - e. Zoutenaaie (stad Veurne) - f. Lampernisse (stad Diksmuide) - g. Lo (stad Lo-Reninge) - h. Pollinkhove (stad Lo-Reninge) |

| - i. Oostvleteren (gemeente Vleteren) - j. Westvleteren (gemeente Vleteren) - k. Krombeke (stad Poperinge) - l. Proven (stad Poperinge) - m. Roesbrugge-Haringe (stad Poperinge) - n. Bambeke (Bambecque, Frankrijk) - o. Oostkappel (Oost-Cappel, Frankrijk) - p. Hondschote (Hondschoote, Frankrijk) |

### Kaart

Alveringem, deelgemeenten en buurgemeenten. De gele gebieden zijn bebouwde kernen.

## Bezienswaardigheden
- De kerk en parochie van Alveringem-centrum zijn genoemd naar Sint-Audomarus. De laatgotische Sint-Audomaruskerk uit de 16de-17de eeuw werd na beschadiging in de Eerste Wereldoorlog hersteld en is een beschermd monument sinds 1971. De driebeukige hallenkerk heeft een 46 meter hoge toren. De Vlaamse priester Cyriel Verschaeve ligt op het kerkhof, dat rond de kerk ligt, begraven, evenals de Brusselse socialistische ex-minister Hendrik Fayat.
- Het gemeentehuis werd eveneens zwaar beschadigd in de Eerste Wereldoorlog. Na de oorlog werd het afgebroken en werd er een nieuw gebouw opgetrokken, ontworpen in Vlaamse neostijl door architect C. Van Elslande. Het werd geopend in 1922 en deed dienst als gemeentehuis tot de fusies van 1977. Nu doet het gebouw dienst als openbare bibliotheek. Op de bovenverdieping zijn de kantoren van de politie gevestigd.
- Hof van Wychhuus, voormalige kasteelhoeve, van oorsprong 17de-eeuws.
- Hof ter Walle op de plaats van een voormalig kasteeltje.
- Sint-Annakapel van 1735, met gepolychromeerde Sint-Anna-te-Drieën, mogelijk 17de-eeuws.
- Het Mout- & Brouwhuis De Snoek, het "museum van dorst" in Fortem.
- Kapelanij Verschaeve, museum over de Eerste Wereldoorlog en de controversiële rol van Cyriel Verschaeve, die van 1911-1939 onderpastoor van Alveringem was.

## Natuur en landschap
Alveringem ligt ten westen van de Lovaart op een hoogte van ongeveer 8 meter.

## Economie
Alveringem is een landbouwdorp. Vroeger kende men er ook enkele wolkaarderijen en een dakpannenfabriek. De laatste bevond zich te Pannendorp en was in bedrijf tijdens de 18de en 19de eeuw.

## Demografische ontwikkeling
- Bron:NIS en Gemeente Alveringem - Opm:1806 t/m 1991=volkstellingen; 1999 en 2005=inwoneraantal op 1 januari
- 1971: aanhechting van Hoogstade, Oeren en Sint-Rijkers
- 1977: aanhechting van Leisele en Stavele

## Demografische ontwikkeling van de fusiegemeente
Alle historische gegevens hebben betrekking op de huidige gemeente, inclusief deelgemeenten, zoals ontstaan na de fusie van 1 januari 1977.
- Bronnen:NIS, Opm:1831 tot en met 1981=volkstellingen; 1990 en later= inwonertal op 1 januari

| Inwoners van jaar tot jaar op 1 januari 1992 tot heden | Inwoners van jaar tot jaar op 1 januari 1992 tot heden | Inwoners van jaar tot jaar op 1 januari 1992 tot heden |
| jaar                                                   | Aantal                                                 | Evolutie: 1992=index 100                               |
| ------------------------------------------------------ | ------------------------------------------------------ | ------------------------------------------------------ |
| 1992                                                   | 4.913                                                  | 100,0                                                  |
| 1993                                                   | 4.845                                                  | 98,6                                                   |
| 1994                                                   | 4.780                                                  | 97,3                                                   |
| 1995                                                   | 4.749                                                  | 96,7                                                   |
| 1996                                                   | 4.740                                                  | 96,5                                                   |
| 1997                                                   | 4.744                                                  | 96,6                                                   |
| 1998                                                   | 4.716                                                  | 96,0                                                   |
| 1999                                                   | 4.735                                                  | 96,4                                                   |
| 2000                                                   | 4.805                                                  | 97,8                                                   |
| 2001                                                   | 4.821                                                  | 98,1                                                   |
| 2002                                                   | 4.865                                                  | 99,0                                                   |
| 2003                                                   | 4.881                                                  | 99,3                                                   |
| 2004                                                   | 4.872                                                  | 99,2                                                   |
| 2005                                                   | 4.898                                                  | 99,7                                                   |
| 2006                                                   | 4.887                                                  | 99,5                                                   |
| 2007                                                   | 4.955                                                  | 100,9                                                  |
| 2008                                                   | 4.962                                                  | 101,0                                                  |
| 2009                                                   | 4.979                                                  | 101,3                                                  |
| 2010                                                   | 4.920                                                  | 100,1                                                  |
| 2011                                                   | 4.949                                                  | 100,7                                                  |
| 2012                                                   | 4.990                                                  | 101,6                                                  |
| 2013                                                   | 4.968                                                  | 101,1                                                  |
| 2014                                                   | 4.952                                                  | 100,8                                                  |
| 2015                                                   | 5.005                                                  | 101,9                                                  |
| 2016                                                   | 5.039                                                  | 102,6                                                  |
| 2017                                                   | 5.072                                                  | 103,2                                                  |
| 2018                                                   | 5.089                                                  | 103,6                                                  |
| 2019                                                   | 5.047                                                  | 102,7                                                  |
| 2020                                                   | 4.993                                                  | 101,6                                                  |
| 2021                                                   | 5.024                                                  | 102,3                                                  |
| 2022                                                   | 5.025                                                  | 102,3                                                  |
| 2023                                                   | 5.054                                                  | 102,9                                                  |
| 2024                                                   | 5.023                                                  | 102,2                                                  |
| 2025                                                   | 4.966                                                  | 101,1                                                  |

## Politiek

### Structuur
| Alveringem       | Alveringem       | Supranationaal         | Nationaal                         | Nationaal                         | Gemeenschap               | Gewest                    | Provincie                 | Arrondissement            | Provinciedistrict | Kanton          | Gemeente        |
| ---------------- | ---------------- | ---------------------- | --------------------------------- | --------------------------------- | ------------------------- | ------------------------- | ------------------------- | ------------------------- | ----------------- | --------------- | --------------- |
| Administratief   | Niveau           | Europese Unie          | België                            | België                            | Vlaanderen                | Vlaanderen                | West-Vlaanderen           | Diksmuide                 | Diksmuide         | Diksmuide       | Alveringem      |
| Administratief   | Bestuur          | Europese Commissie     | Belgische regering                | Belgische regering                | Vlaamse regering          | Vlaamse regering          | Deputatie                 | Deputatie                 | Deputatie         | Deputatie       | Gemeentebestuur |
| Administratief   | Raad             | Europees Parlement     | Kamer van volksvertegenwoordigers | Kamer van volksvertegenwoordigers | Vlaams Parlement          | Vlaams Parlement          | Provincieraad             | Provincieraad             | Provincieraad     | Provincieraad   | Gemeenteraad    |
| Kiesomschrijving | Kiesomschrijving | Nederlands Kiescollege | Kieskring West-Vlaanderen         | Kieskring West-Vlaanderen         | Kieskring West-Vlaanderen | Kieskring West-Vlaanderen | Kieskring West-Vlaanderen | Oostende-Veurne-Diksmuide | Veurne-Diksmuide  | Veurne          | Alveringem      |
| Verkiezing       | Verkiezing       | Europese               | Federale                          | Federale                          | Vlaamse                   | Vlaamse                   | Provincieraads-           | Provincieraads-           | Provincieraads-   | Provincieraads- | Gemeenteraads-  |

### Burgemeesters
- 1803-1813 : Félicien Patrice Decae
- 1813-1817 : Charles Allaert
- 1817-1826 : Jean Baptist Vandenberghe
- 1826-1831 : Jan Baptist Follet
- 1831-1832 : Henri Decae
- 1832-1872 : Leo Amatus Benedictus Groensteen
- 1872-1878 : Carolus Demolder
- 1879-1885 : Petrus Albertus Delva
- 1885-1889 : Arthur De Ruysscher
- 1890-1893 : Petrus Albertus Delva
- 1894-1912 : Henricus Benedictus Bruynooghe
- 1913-1914 : Justinus Verschave
- 1914-1939 : Henricus Ludovicus Opsomer
- 1939-1944 : Renatus Joseph Tanghe
- 1944-1945 : Henricus Leopoldus Debaecke
- 1945-1964 : Sylvain Degheele
- 1964-1976 : Willy Debaenst
- 1977-1982 : Fernand Feys
- 1983-2000 : Valère Quaghebeur
- 2001-2006 : Marc Wackenier
- 2007-... : Gerard Liefooghe

#### 2013-2018
Burgemeester werd opnieuw Gerard Liefooghe (Gemeentebelangen). Hij leidde een coalitie bestaande uit Gemeentebelangen en CD&V. Samen vormden ze de meerderheid met 9 op 15 zetels.

#### 2019-2024
In 2018 kwamen de twee meerderheidspartijen Gemeentebelangen en CD&V samen op als een kartel. De twee oppositiepartijen PRO en N-VA deden hetzelfde. De verhoudingen bleven min of meer hetzelfde, met dien verstande dat de twee extra zetels in de gemeenteraad (door het gestegen bevolkingscijfer) werden verdeeld over de twee kartels.
Gemeentebelangen+CD&V had een absolute meerderheid van 10 zetels op 17 en Gerard Liefooghe werd ook nu weer de burgemeester. Jacques Blanckaert, Sylvie Thieren, Johan Albrecht en Karolien Avonture (voorzitter BCSD) vervolledigen het college van burgemeester en schepenen. Dries Decorte is de voorzitter van de gemeenteraad.

#### 2024-heden
Net als in 2018 kwamen er bij de verkiezingen van oktober 2024 twee kartels op, GemeentebelangenCD&V en Stem, zoals het kartel van oppositiepartijen PRO en N-VA voortaan heette. GemeentebelangenCD&V behield haar absolute meerderheid en zag die groeien van 10 naar 11 zetels. Gerard Liefooghe bleef burgemeester, Sylvie Thieren, Jacques Blanckaert, Dries Decorte werden schepen en Karolien Avonture bleef schepen en voorzitter van het BCSD. Andries Callebert werd voorzitter van de gemeenteraad.

### Resultaten gemeenteraadsverkiezingen sinds 1976
| Partij               | Partij                                          | 10-10-1976 | 10-10-1976 | 10-10-1982 | 10-10-1982 | 9-10-1988 | 9-10-1988 | 9-10-1994 | 9-10-1994 | 8-10-2000 | 8-10-2000 | 8-10-2006 | 8-10-2006 | 14-10-2012 | 14-10-2012 | 14-10-2018 | 14-10-2018 | 13-10-2024 | 13-10-2024 |
| Stemmen / Zetels     | Stemmen / Zetels                                | %          | 17         | %          | 17         | %         | 17        | %         | 15        | %         | 15        | %         | 15        | %          | 15         | %          | 17         | %          | 17         |
| -------------------- | ----------------------------------------------- | ---------- | ---------- | ---------- | ---------- | --------- | --------- | --------- | --------- | --------- | --------- | --------- | --------- | ---------- | ---------- | ---------- | ---------- | ---------- | ---------- |
|                      | Gemeentebelangen1/ Gemeentebelangen+CD&VB       | 41,161     | 7          | 50,551     | 9          | 51,621    | 9         | 64,491    | 10        | 43,031    | 7         | 39,831    | 6         | 36,521     | 6          | 59,7B      | 10         | 62,3B      | 11         |
|                      | CVP1/ CD&V+N-VAA/ CD&V2/ Gemeentebelangen+CD&VB | 51,331     | 10         | 43,681     | 8          | 43,351    | 8         | -         |           | -         |           | 24,08A    | 3         | 22,032     | 3          | 59,7B      | 10         | 62,3B      | 11         |
|                      | CD&V+N-VAA/ N-VA1/ Pro & N-VAC/ StemD           | -          |            | -          |            | -         |           | -         |           | -         |           | -         |           | 11,441     | 1          | 40,3C      | 7          | 37,7D      | 6          |
|                      | P.R.O.1/ Pro & N-VAC/ StemD                     | -          |            | -          |            | -         |           | -         |           | 18,861    | 2         | 36,091    | 6         | 30,011     | 5          | 40,3C      | 7          | 37,7D      | 6          |
|                      | NIEUW1/ NieuwB.2                                | -          |            | -          |            | -         |           | 35,511    | 5         | 38,112    | 6         | -         |           | -          |            | -          |            | -          |            |
|                      | Volksbelangen                                   | -          |            | -          |            | 5,03      | 0         | -         |           | -         |           | -         |           | -          |            | -          |            | -          |            |
|                      | SP                                              | 7,51       | 0          | 5,77       | 0          | -         |           | -         |           | -         |           | -         |           | -          |            | -          |            | -          |            |
| Totaal stemmen       | Totaal stemmen                                  | 3941       | 3941       | 3744       | 3744       | 3692      | 3692      | 3505      | 3505      | 3442      | 3442      | 3576      | 3576      | 3626       | 3626       | 3743       | 3743       | 2690       | 2690       |
| Opkomst %            | Opkomst %                                       |            |            |            |            | 95,35     | 95,35     | 96        | 96        | 94,93     | 94,93     | 97,33     | 97,33     | 96,59      | 96,59      | 96,8       | 96,8       | 71,0       | 71,0       |
| Blanco en ongeldig % | Blanco en ongeldig %                            | 2,66       | 2,66       | 2,83       | 2,83       | 3,66      | 3,66      | 4,71      | 4,71      | 4,94      | 4,94      | 5,23      | 5,23      | 3,34       | 3,34       | 5,6        | 5,6        | 1,5        | 1,5        |

De zetels van de gevormde coalitie staan vetjes afgedrukt. De grootste partij is in kleur.

## Verkeer en vervoer
De landelijke gemeente wordt door één grote weg doorsneden, namelijk de gewestweg N8 tussen de steden Ieper en Veurne. Deze weg zorgt voor de ontsluiting van Alveringem-centrum, de meeste deelgemeenten, en voor aansluiting op de snelwegen in Ieper en Veurne. De N364 doorkruist de gemeente in oost-westrichting, en zorgt voor verbinding met Diksmuide en voor de bereikbaarheid van de meest westelijke deelgemeenten tegen de Franse grens. Deze weg sluit vlak voor de grens aan op de secundaire weg naar Sint-Winoksbergen (Bergues). Vanuit Gijverinkhove is er een secundaire weg naar Hondschote.

## Nabijgelegen kernen
Oeren, Sint-Rijkers, Pollinkhove, Lo, Oudekapelle, Vinkem, Izenberge

## Bekende (oud-)inwoners
- Jacob Donche sr. (Alveringem, ca. 1400 - aldaar, 20 maart 1446), vergezelde Filips de Goede in 1423 om te vechten tegen de Franse troonopvolger en werd in 1434 schepen van Kasselrij Veurne. Hij was de vader van Jacob Donche.
- Jan Hendrickx (reformator)

Alveringem · Anzegem · Ardooie · Avelgem · Beernem · Blankenberge · Bredene · Brugge · Damme · De Haan · De Panne · Deerlijk · Dentergem · Diksmuide · Gistel · Harelbeke · Heuvelland · Hooglede · Houthulst · Ichtegem · Ieper · Ingelmunster · Izegem · Jabbeke · Knokke-Heist · Koekelare · Koksijde · Kortemark · Kortrijk · Kuurne · Langemark-Poelkapelle · Ledegem · Lendelede · Lichtervelde · Lo-Reninge · Menen · Mesen · Middelkerke · Moorslede · Nieuwpoort · Oostende · Oostkamp · Oostrozebeke · Oudenburg · Pittem · Poperinge · Roeselare · Spiere-Helkijn · Staden · Tielt · Torhout · Veurne · Vleteren · Waregem · Wervik · Wevelgem · Wielsbeke · Wingene · Zedelgem · Zonnebeke · Zuienkerke · Zwevegem

België: Provincies · Gemeenten